# Liste der Stolpersteine in Würzburg-Rennweg

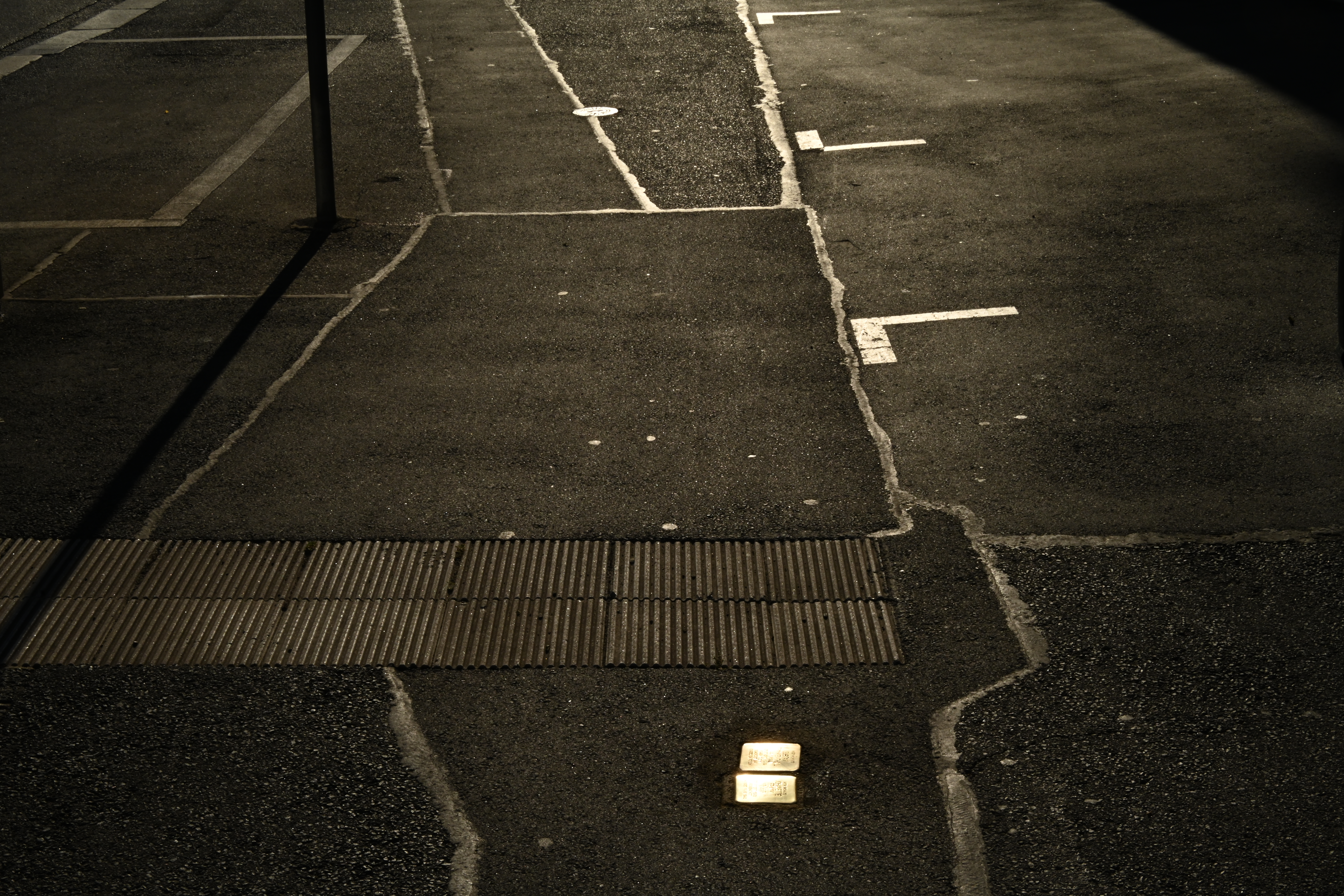
Stolpersteine in der Rottendorferstraße 9

Die Liste der Stolpersteine in Würzburg-Rennweg enthält alle Stolpersteine, die im Rahmen des gleichnamigen Projekts von Gunter Demnig in Rennweg, einem Stadtteil Würzburgs verlegt wurden. Mit Stolpersteinen soll an Opfer des Nationalsozialismus erinnert werden, die hier lebten und wirkten.

## Verlegte Stolpersteine
Im Stadtteil Rennweg wurden insgesamt 103 Stolpersteine und eine Stolperschwelle verlegt. 

### Vor Wohnhäusern
| Stolperstein | Inschrift | Verlegeort                       | Name, Leben |
| ------------ | --- | -------------------------------- | --- |
|              | HIER WOHNTE HEDWIG BERMANN JG. 1888 DEPORTIERT 1941 RIGA ERMORDET | Goethestraße 13 ·                | Hedwig Bermann (1888–1941/45) |
|              | HIER WOHNTE MARIE BERMANN JG. 1880 DEPORTIERT 1941 RIGA ERMORDET | Goethestraße 13                  | Marie Bermann (1880–1941) |
|              | HIER WOHNTE HEDWIG BLÄTTNER JG. 1889 DEPORTIERT 20.10.1941 LODZ ERMORDET | Riemenschneiderstraße 9          | Hedwig Blättner (1889–1941/45). Von Frankfurt am 20. Oktober 1941 nach Litzmannstadt (Lodz) deportiert und dort oder in der Umgebung ermordet |
|              | HIER WOHNTE ROSA BLÄTTNER JG. 1890 VERHAFTET JULI 1938 GEFÄNGNIS WÜRZBURG ENTLASSEN 23.11.1938 FLUCHT IN DEN TOD 24.11.1938                                                  | Riemenschneiderstraße 9          | Rosa Blättner (1890–1938) |
|              | HIER WOHNTE THERESE BLÄTTNER GEB. EINSTEIN JG. 1865 DEPORTIERT 1942 THERESIENSTADT ERMORDET 6.8.1943                                                                         | Riemenschneiderstraße 9          | Therese Blättner geb. Einstein (1865–1943) |
|              | HIER WOHNTE ANNA BLUMENTHAL JG. 1883 DEPORTIERT 1941 RIGA ERMORDET | Tröltschstraße 1 ·               | Anna Blumenthal (1883–1941/45) |
|              | HIER WOHNTE ELSE BRAUNSCHWEIGER GEB. KÜRZINGER JG. 1889 DEPORTIERT 1942 AUSCHWITZ ERMORDET OKT. 1944                                                                         | Konradstraße 11 ·                | Else Braunschweiger geb. Kürzinger (1889–1944)                                                                                                |
|              | HIER WOHNTE FLORA DAVID GEB. PFEIFFER JG. 1852 DEPORTIERT 1942 THERESIENSTADT ERMORDET 30.10.1942                                                                            | Seelbergstraße 6 ·               | Flora David geb. Pfeiffer (1852–1942) |
|              | HIER WOHNTE ADOLF FRANK JG. 1876 DEPORTIERT 1942 THERESIENSTADT ERMORDET 1.4.1943                                                                                            | Goethestraße 11 ·                | Adolf Frank (1876–1943) |
|              | HIER WOHNTE JOHANETTE FRANK GEB. LOEB JG. 1858 DEPORTIERT 1942 THERESIENSTADT ERMORDET 11.10.1942                                                                            | Rottendorfer Straße 9            | Johanette Frank geb. Loeb (1858–1942) |
|              | HIER WOHNTE SELMA FRANK GEB. FRANKENFELDER JG. 1880 DEPORTIERT 1942 AUSCHWITZ ERMORDET 1944                                                                                  | Goethestraße 11                  | Selma Frank geb. Frankenfelder (1876–1944) |
|              | HIER WOHNTE GUSTAV FRANKENTHAL JG. 1888 DEPORTIERT 1942 KRASNICZYN ERMORDET IM BESETZTEN POLEN                                                                               | Rottendorfer Straße 9 ·          | Gustav Frankenthal (1888–1942/45) |
|              | HIER WOHNTE PHILIPPINE GRÜNBAUM GEB. SONDHEIMER JG. 1861 DEPORTIERT 1942 THERESIENSTADT ERMORDET 3.1.1943                                                                    | Seelbergstraße 6                 | Philippine Grünbaum, geborene Sondheimer (1861–1943)                                                                                          |
| Bild gesucht | HIER WOHNTE FANNY HAMMELBURGER JG. 1907 DEPORTIERT 1943 ERMORDET IN AUSCHWITZ                                                                                                | St.-Benedikt-Straße 14 ·         | Fanny Hammelburger (1907–1943/45) |
|              | HIER WOHNTE RUTH HANOVER JG. 1923 DEPORTIERT SOBIBOR ERMORDET 1943 | St.-Benedikt-Straße 20 ·         | Ruth Hanover (1923–1943) |
|              | HIER WOHNTE BERTA HEIMANN JG. 1886 EINGEWIESEN 1939 UNIVERSITÄTSNERVENKLINIK 'VERLEGT' 20.9.1940 HARTHEIM ERMORDET 20.9.1940 AKTION T4                                       | Rottendorfer Straße 10           | Berta Heimann geb. Schur (1886–1940) |
|              | HIER WOHNTE DR. BENNO JAKOB HIRNHEIMER JG. 1897 DEPORTIERT 1942 AUSCHWITZ ERMORDET OKT. 1944                                                                                 | Annastraße 26 ·                  | Benno Jakob Hirnheimer (1897–1944) |
|              | HIER WOHNTE BERTA HIRNHEIMER GEB. NORDEN JG. 1914 DEPORTIERT 1942 AUSCHWITZ ERMORDET OKT. 1944                                                                               | Annastraße 26                    | Berta Hirnheimer, geborene Norden (1914–1944)                                                                                                 |
|              | HIER WOHNTE GETTA HIRNHEIMER GEB. FUCHS JG. 1861 DEPORTIERT 1942 THERESIENSTADT ERMORDET 18.11.1942                                                                          | Annastraße 26                    | Getta Hirnheimer, geborene Fuchs (1861–1942)                                                                                                  |
|              | HIER WOHNTE MOSES MENACHIM HIRNHEIMER JG. 1942 DEPORTIERT 1942 AUSCHWITZ ERMORDET OKT. 1944                                                                                  | Annastraße 26                    | Moses Menachim Hirnheimer (1942–1944) |
|              | HIER WOHNTE RACHEL MIRJAM HIRNHEIMER JG. 1939 DEPORTIERT 1942 AUSCHWITZ ERMORDET OKT. 1944                                                                                   | Annastraße 26                    | Rachel Mirjam Hirnheimer (1939–1944) |
|              | HIER WOHNTE WOLF HIRNHEIMER JG. 1937 DEPORTIERT 1942 AUSCHWITZ ERMORDET OKT. 1944                                                                                            | Annastraße 26                    | Wolf Hirnheimer (1937–1944) |
| Bild gesucht | HIER WOHNTE ERNA KLEEMANN GEB. ROSENTHAL JG. 1892 DEPORTIERT 1941 RIGA-JUNGFERNHOF ERMORDET 26.3.1942                                                                        | St.-Benedikt-Straße 4 ·          | Erna Kleemann, geborene Rosenthal (1892–1942)                                                                                                 |
| Bild gesucht | HIER WOHNTE GUSTAV KLEEMANN JG. 1881 DEPORTIERT 1941 RIGA-JUNGFERNHOF ERMORDET 26.3.1942                                                                                     | St.-Benedikt-Straße 4            | Gustav Kleemann (1881–1942) |
|              | HIER WOHNTE LORE SUSE KLEEMANN JG. 1924 DEPORTIERT 1941 RIGA ERMORDET 26.3.1942                                                                                              | St.-Benedikt-Straße 4            | Lore Suse Kleemann (1924–1942) |
|              | HIER WOHNTE MAX KLEEMANN JG. 1887 DEPORTIERT RIGA ERMORDET 26.3.1942 | St.-Benedikt-Straße 4            | Max Kleemann (1887–1942) |
|              | HIER WOHNTE THERESE KLEEMANN GEB. ENGLÄNDER JG. 1881 DEPORTIERT 1943 ERMORDET IN AUSCHWITZ                                                                                   | Seelbergstraße 5                 | Therese Kleemann geb. Engländer (1881–1943/45)                                                                                                |
|              | HIER WOHNTE WILHELMINE KLEEMANN JG. 1873 DEPORTIERT 1942 THERESIENSTADT ERMORDET 5.4.1944                                                                                    | Seelbergstraße 5                 | Wilhelmine Kleemann (1873–1944) |
|              | HIER WOHNTE BEATE KLEIN JG. 1931 DEPORTIERT 1941 RIGA ERMORDET | Konradstraße 7 ·                 | Beate Klein (1931–1941/45) |
|              | HIER WOHNTE HEDWIG KLEIN GEB. HIRSCH JG. 1901 DEPORTIERT 1941 RIGA ERMORDET                                                                                                  | Konradstraße 7                   | Hedwig Klein, geborene Hirsch (1901–1941/45)                                                                                                  |
|              | HIER WOHNTE HEINRICH KLEIN JG. 1898 DEPORTIERT 1941 RIGA ERMORDET | Konradstraße 7                   | Heinrich Klein (1898–1941/45) |
|              | HIER WOHNTE MARIA KOPP GEB. KAUFMANN JG. 1882 EINGEWIESEN 1915 HEILANSTALT WERNECK HEILANSTALT ARNSDORF 'VERLEGT' 17.1.1941 PIRNA-SONNENSTEIN ERMORDET 17.1.1941 'AKTION T4' | Kliebertstraße 6                 | Maria Kopp, geborene Kaufmann (1882–1941/45)                                                                                                  |
|              | HIER WOHNTE JOSEF LIEBMANN JG. 1872 DEPORTIERT 1942 THERESIENSTADT ERMORDET 31.5.1943                                                                                        | Annastraße 18 ·                  | Josef Liebmann (1872–1943) |
|              | HIER WOHNTE SELMA LIEBMANN GEB. ROTHSTEIN JG. 1878 DEPORTIERT 1942 THERESIENSTADT ERMORDET 29.4.1944                                                                         | Annastraße 18                    | Selma Liebmann, geborene Rothstein, (1878–1944)                                                                                               |
|              | HIER WOHNTE BABETTE MAYER JG. 1892 DEPORTIERT 1942 TRANSIT-GHETTO IZBICA ERMORDET                                                                                            | Goethestraße 9                   | Babette Mayer (1892–1942/45) |
|              | HIER WOHNTE ERNST MAYER JG. 1871 DEPORTIERT 1942 THERESIENSTADT ERMORDET 20.12.1942                                                                                          | Rottendorfer Straße 3 ½ Standort | Ernst Mayer (1871–1942) Biografie |
|              | HIER WOHNTE IRMA MAYER GEB. BRETZFELDER JG. 1895 DEPORTIERT 1942 AUSCHWITZ ERMORDET OKT. 1944                                                                                | Konradstraße 7 Verlegeort        | Irma Mayer, geborene Bretzfelder, (1895–1944) Biografie                                                                                       |
|              | HIER WOHNTE NANNY MAYER GEB. FLEISCHMANN JG. 1878 DEPORTIERT 1942 THERESIENSTADT ERMORDET 15.2.1944                                                                          | Rottendorfer Straße 3 ½ Standort | Nanny Mayer, geborene Fleischmann, (1878–1944) Biografie                                                                                      |
|              | HIER WOHNTE RUDOLF MAYER JG. 1903 DEPORTIERT 1943 AUSCHWITZ ERMORDET | Rottendorfer Straße 3 ½ Standort | Rudolf Mayer (1871–1943/45) Biografie |
|              | HIER WOHNTE DR. SALLY MAYER JG. 1889 DEPORTIERT 1942 AUSCHWITZ ERMORDET OKT. 1944                                                                                            | Konradstraße 7 Verlegeort        | Dr. Sally Mayer (1889–1944) Biografie |
|              | HIER WOHNTE ANTONIA SCHERER JG. 1905 EINGEWIESEN 1932 HEILANSTALT WERNECK 'VERLEGT' 4.10.1940 GROSSSCHWEIDNITZ ERMORDET 16.10.1940                                           | Konradstraße 5                   | Antonia Scherer (1905–1940) Biografie |
|              | HIER WOHNTE IDA SCHULHÖFER GEB. EICHENBERG JG. 1873 DEPORTIERT THERESIENSTADT ERMORDET 14.3.1944                                                                             | St.-Benedikt-Straße 4 Verlegeort | Ida Schulhöfer, geborene Eichenberg, (1873–1944) Biografie                                                                                    |
|              | HIER WOHNTE ERNST MICHAEL SCHULHÖFER JG. 1904 DEPORTIERT ERMORDET IN AUSCHWITZ                                                                                               | St.-Benedikt-Straße 4 Verlegeort | Ernst Michael Schulhöfer (1904–1942/45) Biografie                                                                                             |
|              | HIER WOHNTE ALFRED SELIG JG. 1892 DEPORTIERT 1941 RIGA ERMORDET | Crevennastraße 11 Verlegeort     | Alfred Selig (1892–1941/45) Biografie |
|              | HIER WOHNTE FERDINAND SELIG JG. 1930 DEPORTIERT 1941 RIGA ERMORDET | Crevennastraße 11 Verlegeort     | Ferdinand Max Selig (1930–1941/45) Biografie                                                                                                  |
|              | HIER WOHNTE FRIEDRICH SELIG JG. 1933 DEPORTIERT 1941 RIGA ERMORDET | Crevennastraße 11 Verlegeort     | Friedrich Paul Selig (1933–1941/45) Biografie                                                                                                 |
|              | HIER WOHNTE IRMA SELIG GEB. BING JG. 1899 DEPORTIERT 1941 RIGA ERMORDET 26.3.1942                                                                                            | Crevennastraße 11 Verlegeort     | Irma Selig, geborene Bing (1899–1944) Biografie                                                                                               |
|              | HIER WOHNTE RICHARD ADAM SEUFERT JG. 1917 SEIT 28.5.1938 MEHRERE HEILANSTALTEN 'VERLEGT' 5.8.1941 HARTHEIM / LINZ ERMORDET 5.8.1941 AKTION T4                                | Annastraße 9 Standort            | Richard Adam Seufert (1917–1941) Biografie |
|              | HIER WOHNTE BABETTE SICHEL JG. 1880 DEPORTIERT 1941 RIGA ERMORDET | Tröltschstraße 1                 | Babette Sichel (1880–1941/45) Biografie |
|              | HIER WOHNTE ADOLF SILBERMANN JG. 1866 DEPORTIERT 1942 THERESIENSTADT ERMORDET 5.1.1943                                                                                       | Annastraße 17a                   | Adolf Silbermann (1866–1943) |
|              | HIER WOHNTE IDA SILBERMANN GEB. ROSENBUSCH JG. 1884 DEPORTIERT 1942 THERESIENSTADT ERMORDET                                                                                  | Annastraße 17a                   | Ida Silbermann geb. Rosenbusch (1884–1942/45)                                                                                                 |
|              | HIER WOHNTE EUGEN STAHL JG. 1890 DEPORTIERT 1943 ERMORDET IN AUSCHWITZ | Konradstraße 9 Standort          | Ernst Michael Stahl (1890–1943/45) Biografie                                                                                                  |
|              | HIER WOHNTE JENNY STAHL JG. 1885 DEPORTIERT 1943 ERMORDET IN AUSCHWITZ | Konradstraße 9 Standort          | Jenny Stahl (1885–1943/45) Biografie |
|              | HIER WOHNTE DR. JOHANNA STAHL JG. 1895 DEPORTIERT 1943 ERMORDET IN AUSCHWITZ                                                                                                 | Konradstraße 9 Standort          | Dr. Johanna Stahl (1895–1943/45) Biografie |
|              | HIER WOHNTE REBEKKA STEINHÄUSER GEB. EHRENREICH JG. 1885 DEPORTIERT 1943 ERMORDET 1943 IN AUSCHWITZ                                                                          | Sartoriusstraße 6 Standort       | Rebekka Steinhäuser, geborene Ehrenreich (1885–1943) Biografie                                                                                |
|              | HIER WOHNTE SELIG STEINHÄUSER JG. 1884 DEPORTIERT 1943 ERMORDET 1943 IN AUSCHWITZ                                                                                            | Sartoriusstraße 6 Standort       | Selig Steinhäuser (1884–1943) Biografie |
|              | HIER WOHNTE AMALIE STURM JG. 1933 FLUCHT 1939 BELGIEN INTERNIERT MECHELEN DEPORTIERT 1944 ERMORDET IN AUSCHWITZ                                                              | Siligmüllerstraße 8 Standort     | Amalie Sturm (1933–1944/45) Biografie |
|              | HIER WOHNTE ISAAK STURM JG. 1896 FLUCHT 1939 BELGIEN INTERNIERT MECHELEN DEPORTIERT 1944 ERMORDET 14.3.1945 DACHAU                                                           | Siligmüllerstraße 8 Standort     | Isaak Sturm (1896–1944/45) Biografie |
|              | HIER WOHNTE KLARA STURM GEB. SCHWARZMANN JG. 1899 FLUCHT 1939 BELGIEN INTERNIERT MECHELEN DEPORTIERT 1944 ERMORDET IN AUSCHWITZ                                              | Siligmüllerstraße 8 Standort     | Klara Sturm, geborene Schwarzmann (1899–1944/45) Biografie                                                                                    |
|              | HIER WOHNTE MANFRED STURM JG. 1927 FLUCHT 1939 BELGIEN INTERNIERT MECHELEN DEPORTIERT 1942 RICHTUNG AUSCHWITZ IN COSEL/KOZLE ERMORDET                                        | Siligmüllerstraße 8 Standort     | Manfred Sturm (1927–1944/45) Biografie |
|              | HIER WOHNTE SARA STURM JG. 1930 FLUCHT 1939 BELGIEN INTERNIERT MECHELEN DEPORTIERT 1944 ERMORDET IN AUSCHWITZ                                                                | Siligmüllerstraße 8 Standort     | Sara Sturm (1930–1944/45) Biografie |
| Bild gesucht | HIER WOHNTE AUGUSTE WARMUTH JG. 1905 EINGEWIESEN 1.7.1936 HEILANSTALT WERNECK 'VERLEGT' 3.2.1941 PIRNA-SONNENSTEIN ERMORDET 3.2.1941 'AKTION T4'                             | Konradstraße 17                  | Auguste Warmuth, geborene Bald (1905–1941) Biografie                                                                                          |
|              | HIER WOHNTE ALFONS WEHR JG. 1893 SEIT 1924 MEHRERE HEILANSTALTEN 'VERLEGT' 4.7.1941 HARTHEIM / LINZ ERMORDET 4.7.1941 AKTION T4                                              | Konradstraße 17                  | Alfons Wehr (1893–1941) Biografie |
|              | HIER WOHNTE JOSEF WORTSMANN JG. 1880 DEPORTIERT 1941 RIGA ERMORDET 26.3.1942                                                                                                 | Annastraße 9 Standort            | Josef Wortsmann (1880–1942) Biografie |
|              | HIER WOHNTE TILLY WORTSMANN GEB. ROSENHEIM JG. 1893 DEPORTIERT 1941 RIGA ERMORDET 26.3.1942                                                                                  | Annastraße 9 Standort            | Tilly Wortsmann, geborene Rosenheim (1893–1942) Biografie                                                                                     |

### Vor dem Israelitischen Kranken- und Pfründnerhaus

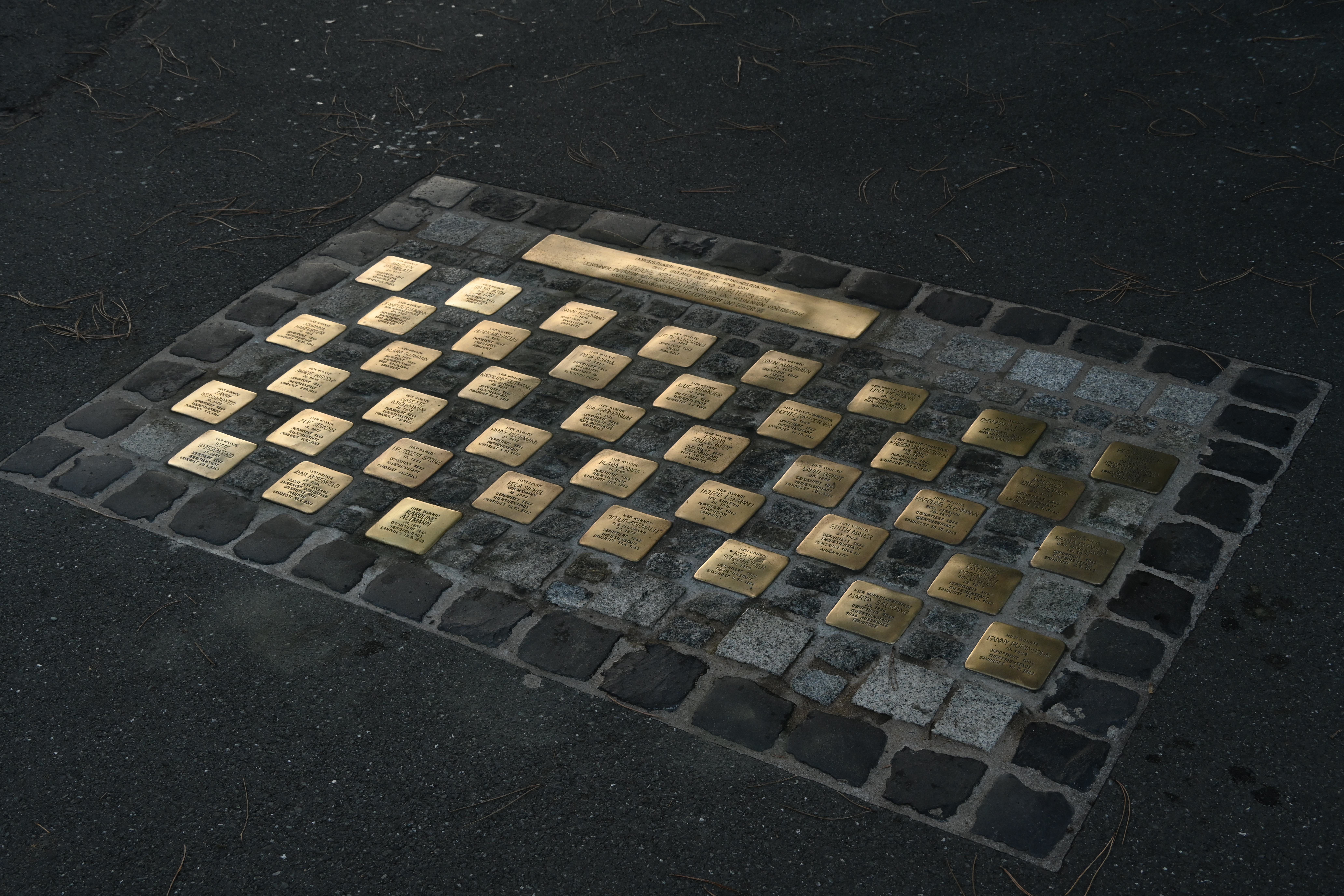
Stolpersteine vor dem Israelitischen Kranken- und Pfründnerhaus

| Stolperschwelle |
| |
| DÜRERSTRASSE 14 (FRÜHER 20) - KONRADSTRASSE 3 DORT BEFAND SICH BIS 1942 DAS JÜDISCHE KRANKENHAUS UND ALTERSHEIM BEWOHNER, PERSONAL UND AUS IHREN HEIMATORTEN VERTRIEBENE WURDEN ZUSAMMENGEPFERCHT, MISSHANDELT, ERMORDET |
| Dürerstraße 14 (vorm. 20) - Konradstraße 1 · |

| Stolperstein | Inschrift | Name, Leben                                                   |
| ------------ | --- | ------------------------------------------------------------- |
|              | HIER WOHNTE KAROLINE ALTMANN JG. 1858 DEPORTIERT 1943 THERESIENSTADT ERMORDET 13.9.1943                                                    | Karoline Altmann (1858–1943) Biografie                        |
|              | HIER WOHNTE JULIE ANFÄNGER JG. 1870 DEPORTIERT 1942 THERESIENSTADT ERMORDET 2.2.1943                                                       | Julie Anfänger (1870–1943) Biographie                         |
|              | HIER WOHNTE RECHA ASCH GEB. KATZ JG. 1879 DEPORTIERT 1942 KRASNICYN ERMORDET                                                               | Recha Asch, geborene Katz (1879–1942/45) Biographie           |
|              | HIER WOHNTE / ARBEITETE FRIEDA BAMBERGER GEB. MAIER JG. 1876 DEPORTIERT 1942 THERESIENSTADT ERMORDET 31.12.1942                            | Frieda Bamberger, geborene Maier (1876–1942) Biographie       |
|              | HIER WOHNTE / ARBEITETE MORITZ BAMBERGER JG. 1869 DEPORTIERT 1942 THERESIENSTADT ERMORDET 14.10.1942                                       | Moritz Bamberger (1869–1942) Biographie                       |
|              | HIER WOHNTE MALCHEN BAUMBLATT JG. 1877 DEPORTIERT 1942 KRASNICZYN ERMORDET IM BESETZTEN POLEN                                              | Malchen Baumblatt, geborene Nussbaum (1877–1942/45) Biografie |
|              | HIER WOHNTE MALCHEN BILLIGHEIMER JG. 1857 DEPORTIERT 1942 THERESIENSTADT ERMORDET 28.12.1942                                               | Malchen Billigheimer, eigentlich Amalie (1857–1942) Biografie |
|              | HIER WOHNTE BERTA EMANUEL GEB. MANDELBAUM JG. 1875 DEPORTIERT 1942 THERESIENSTADT ERMORDET 2.1.1943                                        | Berta Emanuel, geborene Mandelbaum (1875–1943) Biographie     |
|              | HIER WOHNTE KAROLINE FUHRMANN GEB. STRAUSS JG. 1866 DEPORTIERT 1942 THERESIENSTADT ERMORDET 16.10.1942                                     | Karoline Fuhrmann, geborene Strauß (1866–1942) Biographie     |
|              | HIER WOHNTE NANNI GERST JG. 1858 DEPORTIERT 1942 THERESIENSTADT ERMORDET 20.9.1942                                                         | Nanni Gerst (1858–1942) Biographie                            |
|              | HIER WOHNTE FRIEDA GOLDSCHMIDT JG. 1898 DEPORTIERT 1942 THERESIENSTADT 1944 AUSCHWITZ ERMORDET                                             | Frieda Goldschmidt´ (1898–1944/45) Biographie                 |
|              | HIER WOHNTE IDA GRÜNEBAUM JG. 1895 DEPORTIERT 1942 THERESIENSTADT 1944 AUSCHWITZ ERMORDET                                                  | Ida Grünebaum (1895–1944) Biographie                          |
|              | HIER WOHNTE KLARA GUTMANN JG. 1866 DEPORTIERT 1942 THERESIENSTADT 1942 TREBLINKA ERMORDET                                                  | Klara Gutmann (1866–1942/44) Biographie                       |
|              | HIER WOHNTE KAROLINE GUTMANN GEB. GUTMANN JG. 1858 DEPORTIERT 1942 THERESIENSTADT ERMORDET 25.1.1943                                       | Karoline Gutmann, geborene Gutmann (1858–1943) Biographie     |
|              | HIER WOHNTE JOHANNA HAMBURGER JG. 1864 DEPORTIERT 1942 THERESIENSTADT ERMORDET 20.12.1942                                                  | Johanna Hamburger (1864–1942) Biographie                      |
|              | HIER WOHNTE LINA HEYMANN JG. 1885 DEPORTIERT 1941 RIGA-JUNGFERNHOF ERMORDET                                                                | Lina Heymann (1885–1941/45) Biographie                        |
|              | HIER WOHNTE AMALIE HIRSCH JG. 1860 DEPORTIERT 1942 THERESIENSTADT ERMORDET 8.12.1942                                                       | Amalie Hirsch (1860–1942) Biographie                          |
|              | HIER WOHNTE BABETTE ICKELHEIMER JG. 1867 DEPORTIERT 1942 THERESIENSTADT ERMORDET 7.8.1943                                                  | Babette Ickelheimer (1867–1943)                               |
|              | HIER WOHNTE FANNY KLEEMANN JG. 1863 DEPORTIERT 1942 THERESIENSTADT ERMORDET 5.10.1942                                                      | Fanny Kleemann (1863–1942) Biographie                         |
|              | HIER WOHNTE KLARA KRAPF JG. 1869 DEPORTIERT 1942 THERESIENSTADT ERMORDET 18.1.1943                                                         | Klara Krapf (1869–1943) Biographie                            |
|              | HIER WOHNTE JETTE KURZMANN JG. 1883 DEPORTIERT 1942 IZBICA ERMORDET                                                                        | Jette Kurzmann (1883–1942) Biographie                         |
|              | HIER WOHNTE NANNI KURZMANN JG. 1879 DEPORTIERT 1942 IZBICA ERMORDET                                                                        | Nanni Kurzmann (1879–1942) Biographie                         |
|              | HIER WOHNTE NANNI KURZMANN JG. 1879 DEPORTIERT 1942 KRASNICZYN ERMORDET                                                                    | Nanni Kurzmann (1879–1942/45) Biographie                      |
|              | HIER WOHNTE HELENE LEHMANN GEB. EINSTEIN JG. 1885 DEPORTIERT 1942 KRASNICZYN ERMORDET                                                      | Helene Lehmann geb. Einstein (1885–1942/45) Biographie        |
|              | HIER WOHNTE JEANETTE LEHMANN GEB. HAMMELBURGER JG. 1887 DEPORTIERT 1942 THERESIENSTADT 1943 AUSCHWITZ ERMORDET                             | Jeanette Lehmann geb. Hammelburger (1887–1942/45) Biographie  |
|              | HIER WOHNTE BERNHARD LEITER JG. 1881 DEPORTIERT 1941 RIGA-JUNGFERNHOF ERMORDET                                                             | Bernhard Leiter (1881–1941/45) Biographie                     |
|              | HIER WOHNTE EDITH MAIER JG. 1922 DEPORTIERT 1942 THERESIENSTADT ERMORDET 1944 IN AUSCHWITZ                                                 | Edith Maier (1922–1944) Biographie                            |
|              | HIER WOHNTE HENNY MICHAELIS JG. 1898 DEPORTIERT 1942 KRASNICZYN ERMORDET                                                                   | Henny Michaelis (1898–1942/45) Biographie                     |
|              | HIER WOHNTE ANNA ROSENFELD JG. 1884 FLUCHT 1939 HOLLAND INTERNIERT WESTERBORK DEPORTIERT 1943 SOBIBOR ERMORDET 30.4.1943                   | Anna Rosenfeld (1884–1943) Biographie                         |
|              | HIER WOHNTE MATHILDE ROSENGART GEB. LIEBREICH JG. 1861 DEPORTIERT 1942 THERESIENSTADT ERMORDET 14.10.1942                                  | Mathilde Rosengart, geborene Liebreich (1861–1942) Biographie |
|              | HIER WOHNTE FANNY RUBINSOHN JG. 1862 DEPORTIERT 1942 THERESIENSTADT ERMORDET 10.2.1943                                                     | Fanny Rubinsohn (1862–1943) Biographie                        |
|              | HIER WOHNTE / ARBEITETE MARTA SALMANG JG. 1894 DEPORTIERT 1942 THERESIENSTADT 1944 AUSCHWITZ ERMORDET                                      | Marta Salmang (1894–1944) Biographie                          |
|              | HIER WOHNTE KAROLINA SCHAFHEIMER JG. 1870 DEPORTIERT 1942 THERESIENSTADT ERMORDET 9.12.1942                                                | Karolina Schafheimer (1870–1942) Biographie                   |
|              | HIER WOHNTE DORA SCHAUL JG. 1910 DEPORTIERT 1942 KRASNICZYN ERMORDET IM BESETZTEN POLEN                                                    | Dora Schaul (1910–1942/45) Biographie                         |
|              | HIER WOHNTE OTTILIE SEEMANN GEB. SELIGMANN JG. 1864 DEPORTIERT 1942 THERESIENSTADT ERMORDET 15.4.1943                                      | Ottilie Seemann, geborene Seligmann (1864–1943) Biographie    |
|              | HIER WOHNTE KELA SICHEL GEB. NEUMANN JG. 1854 DEPORTIERT 1942 THERESIENSTADT ERMORDET 10.12.1942                                           | Kela Sichel, geborene Neumann (1854–1942) Biographie          |
|              | HIER WOHNTE DR. ROBERT SPRINZ JG. 1861 DEPORTIERT 1942 THERESIENSTADT ERMORDET 20.2.1943                                                   | Dr. Robert Sprinz (1861–1943) Biographie                      |
|              | HIER WOHNTE HEDWIG STEIN GEB. LEITER JG. 1884 EINGEWIESEN HEILANSTALT WERNECKE 'VERLEGT' 20.9.1940 HARTHEIM ERMORDET 20.9.1940 'AKTION T4' | Hedwig Stein, geborene Leiter (1884–1940) Biographie          |
|              | HIER WOHNTE JULIE STRAUSS JG. 1873 DEPORTIERT 1942 THERESIENSTADT ERMORDET 9.12.1942                                                       | Julie Strauss (1873–1942) Biographie                          |
|              | HIER WOHNTE FANNY WEISSENBERG JG. 1876 DEPORTIERT 1942 THERESIENSTADT ERMORDET 6.6.1944                                                    | Fanny Weissenberg (1876–1944) Biographie                      |
|              | HIER WOHNTE JETTE WEISSENBERG JG. 1870 DEPORTIERT 1942 THERESIENSTADT ERMORDET 31.5.1943                                                   | Jette Weissenberg (1876–1943) Biographie                      |

## Verlegedaten
- 17. Juli 2006: St.-Benedikt-Straße 4 (Familien Kleemann und Schulhöfer)
- 13. April 2007: Annastraße 9 (Josef und Tilly Wortsmann), 18 und 26, Goethestraße 11 und 13
- 11. Juni 2007: Konradstraße 7 (Irma und Sally Mayer), 9 (Eugen und Johanna Stahl) und 11, Sartoriusstraße 6, St.-Benedikt-Straße 20
- 30. September 2009: Rottendorfer Straße 3 1/2, Seelbergstraße 6, Tröltschstraße 1
- 28. Juni 2011: Dürerstraße 14 (Malchen Billigheimer, Edith Maier, Robert Sprinz), Konradstraße 7 (Familie Klein), Siligmüllerstraße 8
- 18. April 2012: Dürerstraße 14 (Ida Grünebaum)
- 17. Juni 2013: Dürerstraße 14 (Karoline Altmann), Konradstraße 9 (Jenny Stahl), Seelbergstraße 5, St.-Benedikt-Straße 14
- 28. Mai 2014: Dürerstraße 14 (Malchen Baumblatt, Kela Sichel), Rottendorfer Straße 9
- 1. Dezember 2014: Crevennastraße 11, Dürerstraße 14 (Karoline Fuhrmann, Nanni Gerst, Dora Schaul)
- 10. Februar 2015: Annastraße 9 (Richard Adam Seufert), Tröltschstraße 1a
- 5. Juli 2016: Konradstraße 17
- 3. November 2016: Kliebertstraße 6
- 29. Juni 2017: Dürerstraße 20, St.-Benedikt-Straße 4 (Erna und Gustav Kleemann)
- 25. Juli 2023: Annastraße 17a, Rottendorfer Straße 10, Seelbergstraße 5 (Wilhelmine Kleemann)
- 17. April 2024: Riemenschneiderstraße 9, Rottendorfer Straße 9 (Johanette Frank)